# Guerra dos Bôeres

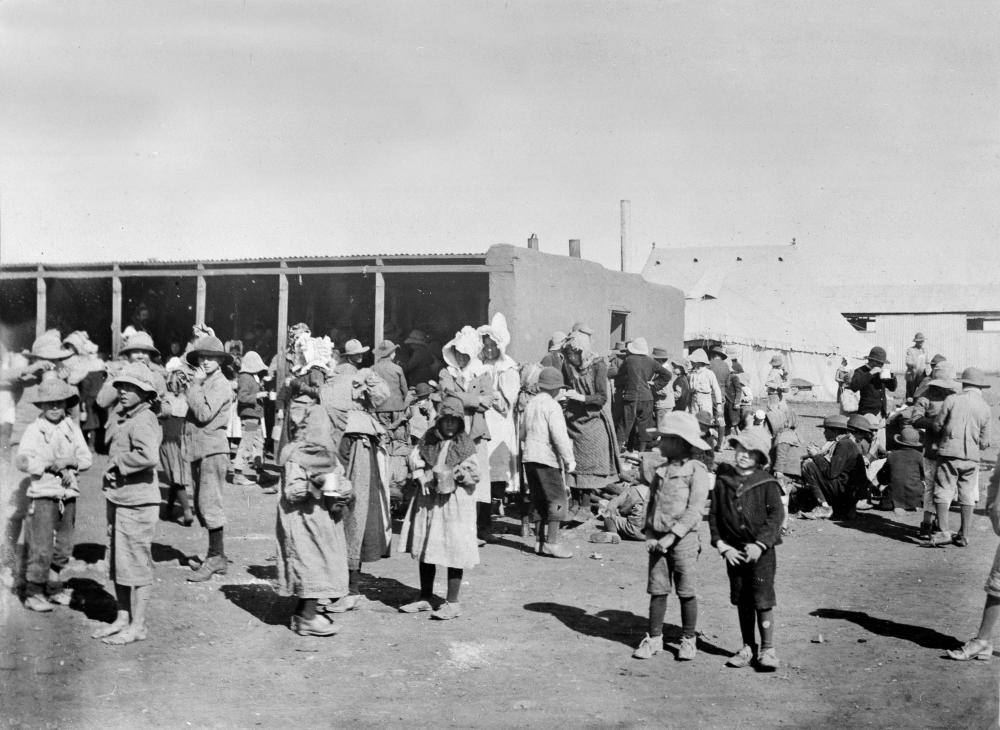
Mulheres e crianças bôeres em campo de concentração inglês.

As guerras dos bôeres (ou guerras dos bôers) foram dois confrontos armados no Cabo (África do Sul) que opuseram os colonos de origem holandesa e francesa, os chamados bôeres, ao exército britânico, que pretendia se apoderar das minas de diamante e ouro recentemente encontradas naquele território. Em consequência das guerras, os bôeres ficaram sob o domínio britânico, com a promessa de autogoverno.
A Primeira Guerra dos Bôeres foi travada entre 1880 e 1881 e garantiu a independência da república bôer do Transvaal com relação à Grã-Bretanha. Contudo, a trégua não iria durar muito. Em outubro de 1899, o constante aumento da pressão militar e política britânica incitou o presidente do Transvaal Paul Kruger a dar um ultimato exigindo garantia da independência da república e cessação da crescente presença militar britânica nas colônias do Cabo e de Natal. Tal atitude foi tomada como inaceitável pelos britânicos, dando início à Segunda Guerra dos Bôeres, travada entre 1899 e 1902, levando à criação da União Sul-Africana através da anexação das repúblicas boeres do Transvaal e do Estado Livre de Orange às colônias britânicas do Cabo e de Natal.